# Podgrupa Frattiniego
Podgrupa Frattiniego – część wspólna wszystkich maksymalnych podgrup danej grupy. W przypadku gdy dana grupa nie posiada podgrup maksymalnych, jest ona równa swojej podgrupie Frattiniego. Często stosuje się równoznaczną definicję tej podgrupy jako zbioru elementów niegenerujących.

## Definicja
Niech {\displaystyle G} będzie grupą. {\displaystyle H} jest podgrupą maksymalną {\displaystyle G} jeśli nie istnieje taka grupa {\displaystyle H',} że {\displaystyle H<H'<G.} Podgrupą Frattiniego {\displaystyle \Phi (G)} nazywamy część wspólną wszystkich podgrup maksymalnych {\displaystyle G.}

### Zbiór elementów niegenerujących
Niech {\displaystyle S} będzie zbiorem wszystkich elementów niegenerujących w {\displaystyle G,} tj. takich {\displaystyle x\in G,} że jeżeli pozdzbiór {\displaystyle M\subset G} zawierający {\displaystyle x} generuje {\displaystyle G} to {\displaystyle M\backslash \{x\}} też generuje {\displaystyle G.} Wówczas zbiór {\displaystyle S} pokrywa się z {\displaystyle \Phi (G).}
Dowód
- {\displaystyle S\subseteq \Phi (G).}

Jeśli {\displaystyle G} nie zawiera podgrup maksymalnych – inkluzja jest oczywista. Niech {\displaystyle x\in S.} Niech {\displaystyle H} będzie podgrupą maksymalną. Jeśli {\displaystyle x\notin H} to {\displaystyle (x,H)=G} ({\displaystyle H} jest podgrupą maksymalną nie zawierającą {\displaystyle x,} zatem wspólnie generują całą przestrzeń). Ale {\displaystyle (H)\neq G} co stoi w sprzeczności z tym, że {\displaystyle x} jest elementem niegenerującym. Czyli {\displaystyle x} musi należeć do każdej podgrupy maksymalnej. Stąd {\displaystyle x\in \Phi (G).}
- {\displaystyle \Phi (G)\subseteq S}

Niech istnieje element {\displaystyle x\in \Phi (G)} który wraz z pewnym zbiorem {\displaystyle M} generuje {\displaystyle G,} lecz {\displaystyle (M)\neq G.} Na mocy Lematu Kuratowskiego-Zorna istnieją podgrupy {\displaystyle H} maksymalne wśród podgrup zawierających {\displaystyle M} i niezawierających {\displaystyle x.} Jest jasne, że wszystkie takie podgrupy są po prostu maksymalne, lecz wówczas zawierają one {\displaystyle \Phi (G),} a wraz z nią element {\displaystyle x} co stoi w sprzeczności z konstrukcją.

## Przykłady
- W grupie {\displaystyle \mathbb {Z} ,} wszystkie podgrupy {\displaystyle (p)} generowane przez liczbę pierwszą {\displaystyle p} są maksymalne. Zatem {\displaystyle \Phi (\mathbb {Z} )=\{0\}.}
- W grupie {\displaystyle \mathbb {Q} } wszystkie elementy są niegenerujące, dlatego {\displaystyle \Phi (\mathbb {Q} )=\mathbb {Q} .}